# Misja wojskowa
Misja wojskowa – określenie stosowane w prawie międzynarodowym i praktyce międzynarodowej wobec sił zbrojnych pełniących funkcje organu zewnętrznego państwa poza jego granicami. Przeważnie wiążą się one ze stanem okupacji, bądź wizytą kurtuazyjną. Misje wojskowe odgrywają szczególne znaczenie z punktu widzenia prawa morza, które przyznaje okrętom immunitet, wyłączenie spod lokalnej jurysdykcji, a na morzu otwartym przewiduje także możliwości kontroli obcych statków w imieniu społeczności międzynarodowej, w przypadku podejrzenia o piractwo lub praktykowanie niewolnictwa.

## Rodzaje
Wyróżnia się następujące rodzaje misji wojskowych:
- misje doraźne – wysyłane jednorazowo w ściśle określonym celu;
- misje stałe – upowszechnione szczególnie po II wojnie światowej;
  - misje uprawnione do ogólnej reprezentacji państwa – funkcjonujące w zastępstwie przedstawicielstw dyplomatycznych;
  - misje o uprawnieniach ograniczonych – przeważnie do współpracy i reprezentacji w dziedzinie militarnej. Misje organizowane są w oparciu o umowy dwustronne o pomocy i współpracy wojskowej. Do ich zadań zalicza się głównie pomoc i doradztwo przy organizowaniu struktur wojskowych i szkoleniu sił zbrojnych. Najczęściej personel kierowniczy misji korzysta z pełni przywilejów i immunitetów dyplomatycznych[2].

Najbardziej typowym przykładem stałych misji wojskowych powołanych w celach ogólnej reprezentacji państw były istniejące do zjednoczenia Niemiec w 1990 r. misje Stanów Zjednoczonych Ameryki, Wielkiej Brytanii, Francji i ZSRR akredytowane przy Sojuszniczej Radzie Kontroli Niemiec w Berlinie.